# ビルギット・ケルナー
ビルギット・ケルナー（Birgit Kellner, 1969年 - ）は、オーストリアの仏教学者、チベット学者。ハイデルベルク大学教授を経て、同大学名誉教授、オーストリア科学アカデミーアジア文化・思想史研究所所長、国際仏教学会（IABS）会長。

## 人物・経歴
1994年ウィーン大学大学院人文科学研究科修士課程修了、M.A.。文部省から奨学金を得て、1999年広島大学大学院文学研究科博士課程修了、博士（文学）。
ハンブルク大学フンボルト財団研究員等を経て、2008年カリフォルニア大学バークレー校客員助教授。2009年ウィーン大学助教授。2010年ハイデルベルク大学教授。
2015年オーストリア科学アカデミーアジア文化・思想史研究所所長。2016年ハイデルベルク大学名誉教授。2021年オーストリア科学アカデミー正会員。2023年国際仏教学会（IABS）会長。

## 脚註
1. 1 2 3 4  CV UND PUBLIKATIONENオーストリア科学アカデミー
2. ↑  Studies on non-cognition (anupalabdhi) in the logicoepistemological school of Buddhism 仏教認識論論理学派における非認識(anupalabdhi)の研究 Kellner, Birgit ケルナー, ビルギット
3. ↑  研究所の目的オーストリア科学アカデミーアジア文化･思想史研究所